# Erythrodiplax nivea
Erythrodiplax nivea ist eine Libellenart aus der Unterfamilie Sympetrinae. Sie wurde 1942 durch Borror in seiner Revision der Gattung beschrieben und in die Basalis-Gruppe eingeordnet. Die Art kommt rund um São Paulo in Brasilien vor.

## Merkmale
Der bei den Männchen zwischen 20,5 und 23,0 Millimeter und bei den Weibchen 21,0 Millimeter lange Hinterleib (Abdomen) ist bei den beiden Geschlechtern anfangs im Bereich der ersten zwei Segmente braun. Auf dem dritten Segment wird der Braunton auf der Unterseite nach hinten hin deutlich dunkler und setzt sich dann in den Segmenten vier bis neun dunkelbraun bis schwarz fort. Auf dem dritten Segment befindet sich ein feiner schwarzer Streifen entlang des dorsalen Kiels. Das vierte bis neunte hingegen weist seitlich einen gelben Streifen auf, der sich am Anfang und Ende etwas weitet. Das zehnte Hinterleibssegment ist wie die Hinterleibsanhänge braun. Mit dem Alterungsprozess verfärbt sich das Männchen schwarz und es bleibt nur auf dem dritten bis achten Segment ein bräunlich durchschimmernder Streifen zurück. Der Thorax ist gelbbraun, wobei er auf der Oberseite etwas dunkler ist. Von der Hüfte abwärts sind die Beine bis zum Schenkel (Femur) braun und ab dort schwarz. Auf den Femora des letzten Beinpaares finden sich 13 Stacheln, die mit wachsendem Abstand vom Körper kürzer werden. Der Kopf der Libelle ist hinten braun und auf der Vorderseite, insbesondere an der Stirn metallisch blau. Die Mundwerkzeuge sind bräunlich oder gelb. Die Flügel sind, bis auf einen kleinen bräunlichen, opal umrandeten Fleck durchsichtig. Das um die 3,7 Millimeter große Flügelmal (Pterostigma) ist hellbraun. Die Länge der Hinterflügel misst bei den männlichen Tieren zwischen 24,0 und 26,0 Millimeter; bei den weiblichen 26,0 Millimeter.

## Ähnliche Arten
Erythrodiplax nivea ähnelt Erythrodiplax hyalina und Erythrodiplax basalis avittata, kann allerdings leicht über den opal gerandet Flügelfleck abgegrenzt werden. Zudem ist die Art größer.

## Weblink
- Erythrodiplax nivea in der Roten Liste gefährdeter Arten der IUCN 2013.2. Eingestellt von: von Ellenrieder, N., 2007. Abgerufen am 19. Februar  2014.